# Sandra Paola Hurtado
Sandra Paola Hurtado Palacio (Armenia, Quindío; 13 de febrero de 1979) es una contadora pública y política colombiana. Fue gobernadora del Quindío en el período 2012-2015, siendo una de los gobernantes más jóvenes del país. 

## Biografía
Es la mayor de tres hermanos, hija de William Hurtado y Lucy Palacio, una familia oriunda de la ciudad de Armenia. Cursó sus estudios secundarios en el Colegio Santa María Micaela R.R. Adoratrices y es contadora pública egresada de la Universidad del Quindío. Cuenta con una maestría en Gobierno y Política Pública de la Universidad Externado de Colombia y una especialización en Gerencia de la Universidad Pontificia Bolivariana. En 2006 fue becaria de la misión JICA, lo que le permitió realizar estudios en Japón sobre desarrollo regional para la administración local.

## Carrera política
En las elecciones regionales de 2007, en representación del Partido Liberal, Hurtado resultó elegida para desempeñar el cargo de diputada en la Asamblea Departamental de Quindío entre los años 2008 y 2011. En el año 2009 se desempeñó como presidenta de dicha corporación.
En las elecciones regionales de 2011 fue elegida como Gobernadora del Quindío, por el movimiento político Quindío Firme, agrupación avalada según la Registraduria Nacional del Estado Civil por cerca de 120 mil firmas de ciudadanos de esta región del país. Resultó elegida con 86.123 votos (40.24%) frente a tres contendores: la exgobernadora del Quindío Belén Sánchez Cáceres (enero - septiembre de 1990 y enero de 1995 - diciembre de 1997) quien se postuló por el Partido de la U; Martha Liliana Agudelo Valencia candidata por el MIRA y Orlando Mosquera Forero de Afrovides.
Su acto de posesión se llevó a cabo el 1 de enero de 2012 en el municipio de Salento, siendo ésta la primera vez en la historia del Quindío en que se realiza un cambio de mando departamental fuera de su capital, Armenia.
Actualmente se encuentra destituida e inhabilitada durante 12 años por el fallo del 12 de enero de 2018, proferido por la Procuraduría General de la Nación, al haberse encontrado durante su administración, irregularidades en contratos con Empresas Públicas de Armenia, Promotora de Vivienda y Desarrollo del Quindío y la Corporación Autónoma Regional del Quindío. Hurtado apeló el fallo y el procurador Fernando Carrillo anunció que «sí hay pruebas suficientes para inhabilitarla por 12 años». Así, el 27 de febrero de 2018, la Procuraduría General, confirmó la destitución de la exgobernadora, por «Incumplimiento de normas contractuales, y su inhabilidad para ejercer cargos públicos por 11 años».
Además, cursa ante la Fiscalía General de la Nación una investigación por lavado de activos, actos delictivos que presuntamente practicó junto con su compañero sentimental, con el alias de «Toto», en las Elecciones legislativas de 2018. Pese a estar inhabilitada, siguió su carrera para ser Representante a la Cámara por Quindío; sin embargo, no logró obtener la curul.

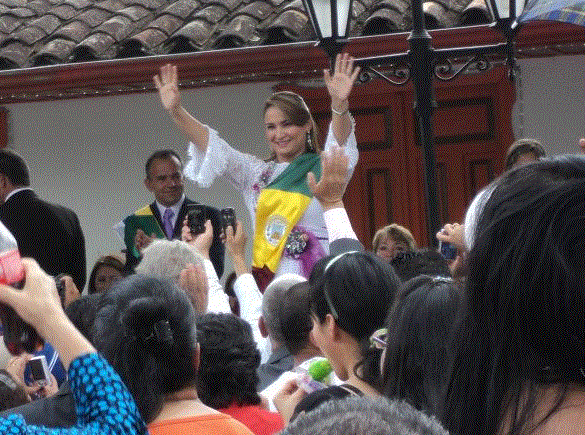
Acto de Posesión de Sandra Paola Hurtado como gobernadora del Quindío en Salento

### Cargos desempeñados
- Funcionaría de las empresas Públicas de Armenia (1999-2003)
- Asesora de Despacho de la Alcaldía de Armenia (2004-2007)
- Diputada del Quindío por el Partido Liberal (2008-2011)
- Presidenta de la Asamblea Departamental del Quindío (2009)
- Gobernadora del Quindío (2012-2015)